# Initiationsrituale im Buddhismus
Die buddhistische Laieninitiation (chinesisch 受戒, Pinyin Shòujiè, japanisch 受戒 Jukai, koreanisch 수계 Sugye) bezieht sich auf die öffentliche Ordinationszeremonie, bei der ein Laienanhänger des Zen-Buddhismus bestimmte buddhistische Gebote empfängt. Die Einzelheiten der Zeremonie sind von Land zu Land und von Schule zu Schule des Buddhismus sehr unterschiedlich.

## China
In China wird das Ritual shòu-jiè (受戒) genannt. Das Zeichen 受 bedeutet „empfangen“, während 戒 „Gebote“ bedeutet. Zusammengenommen bedeuten die Zeichen „initiiert“ oder „ordiniert“.
„Viele Menschen glauben an den Buddhismus, durchlaufen aber keine Einweihungszeremonie. Solche Buddhisten machen die überwältigende Mehrheit aus. Nur ein kleiner Teil der Buddhisten hat die Zeremonie durchlaufen, die den Empfänger zu einem upasaka oder upasika macht und die fünf Gebote akzeptiert.“
Der amerikanische Missionar, Sinologe und Buddhologe Lewis Hodous geht in seinem 1920 erschienenen Buch Buddhism and Buddhists in China ebenfalls auf die chinesische Zeremonie ein, nachdem er eine Initiationszeremonie sowohl für diejenigen, die ins Klosterleben eintreten, als auch für die Laien beschrieben hat: „Weniger privat war die Einweihung der Laienbrüder und -schwestern, die leichter auf das rechte Handgelenk eingebrannt wurden, während alle um sie herum ‚Na-mah Pen-shih Shih-chia-mou-ni Fo‘ anstimmten. (Ich vertraue auf meinen ursprünglichen Lehrer, Säkyamuni-Buddha.)“ In Pinyin und Chinesisch würde dies als „Námó Běnshī Shìjiāmóunífó“ (南無本師釋迦牟尼佛) geschrieben werden.

## Japan
In Japan heißt das Ritual Jukai (Bodhisattva-Gelübde). Das Bodhisattva-Gelübde ist Ausdruck und Bestärkung des Bodhisattva-Geistes (bodhicitta) und motiviert zur täglichen Praxis von Mitgefühl und Weisheit, zur praktischen Umsetzung im Alltag zum Wohle aller fühlenden Wesen.

### Sōtō Schule

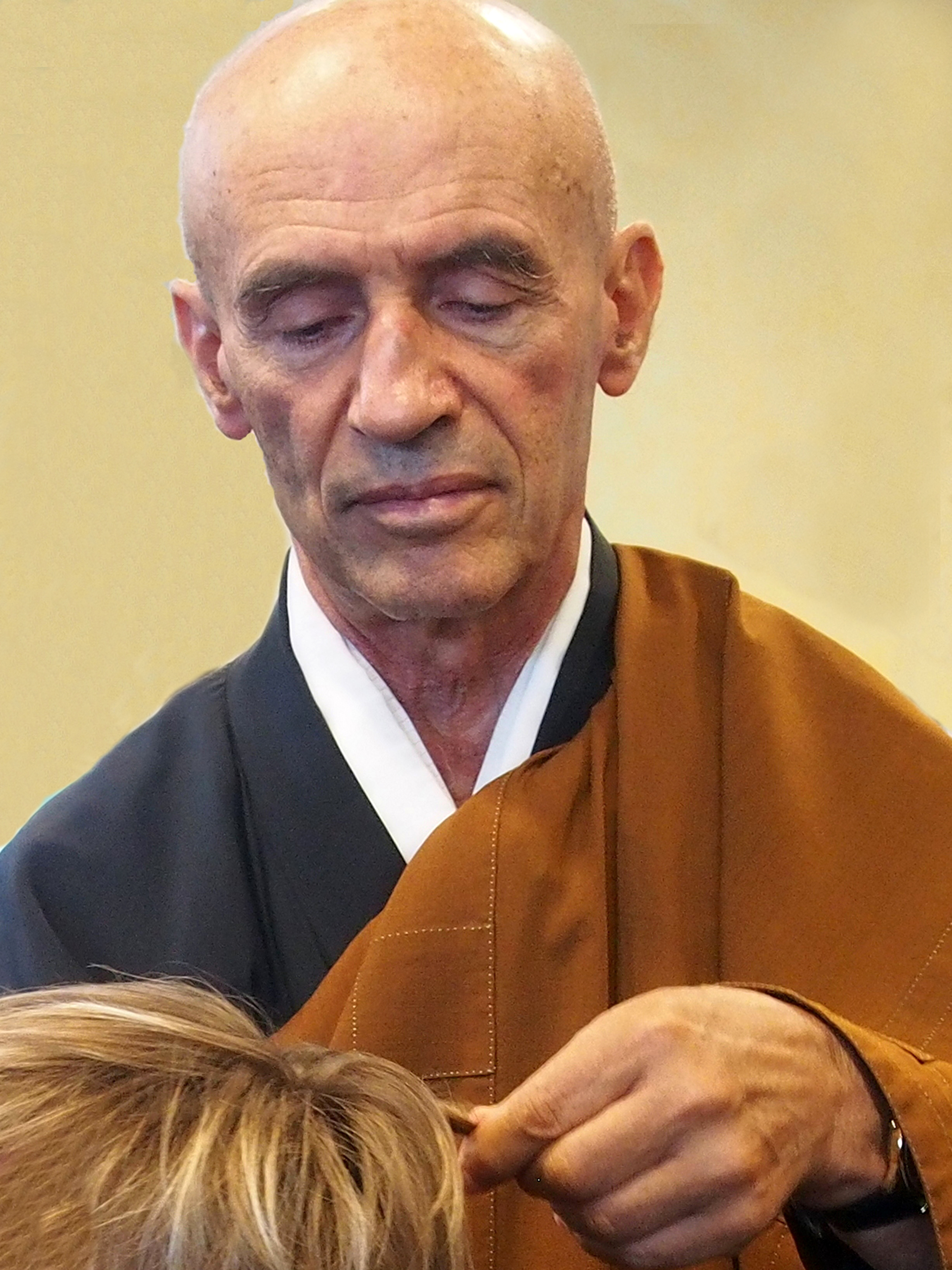
Soto Zen-Meister Roland Yuno Rech schneidet die erste Locke bei der Jukai-Zeremonie ab.

In der Sōtō-Schule (Sōtō-Shu) in den Vereinigten Staaten nehmen eingeweihte Laien Zuflucht zu den Drei Juwelen (oder Drei Zufluchten - Buddha, Dharma und Sangha), den Drei Reinen Geboten (keinen Schaden zuzufügen, nur Gutes zu tun und anderen Gutes zu tun) und den Fünf Ernsten Geboten - Leben bestätigen: Nicht töten; Gebend sein: Nicht nehmen, was nicht freiwillig gegeben wird; Den Körper ehren: Kein sexuelles Fehlverhalten begehen; Die Wahrheit offenbaren: Nicht die Unwahrheit sagen und Klarheit schaffen: Den Geist nicht mit Rauschmitteln trüben.

### Rinzai-Schule
In der Rinzai-Schule (Rinzai-shū) nehmen die Schüler Zuflucht zu den Drei Juwelen (oder Drei Zufluchten) und erhalten ähnlich wie in den aus Indien stammenden chinesischen und koreanischen Praktiken die fünf Gebote für Laien.

## Süd-Korea

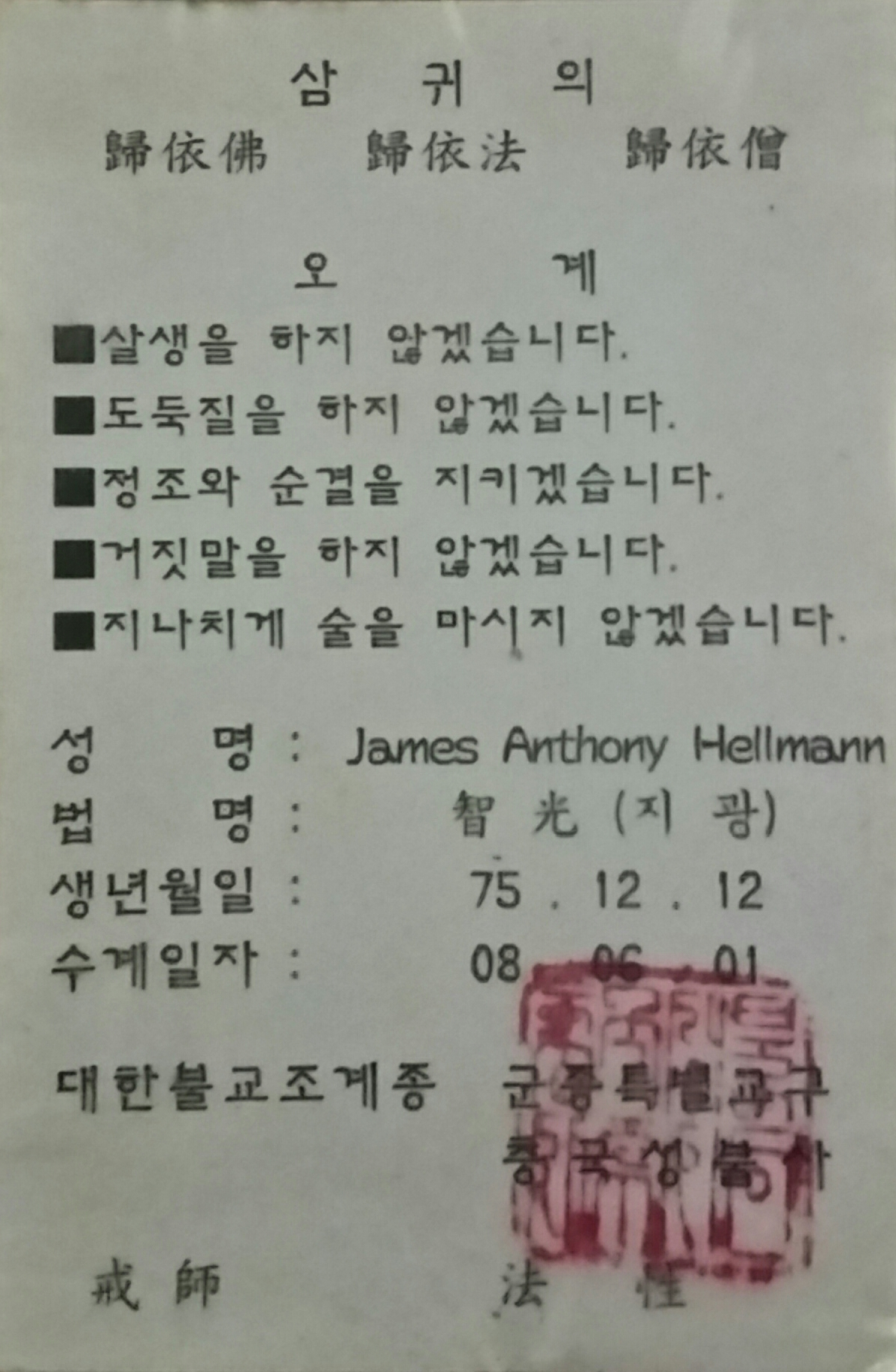
Ordinationskarte, die denjenigen ausgehändigt wird, die in den Jogye-Orden eintreten, und die den neuen buddhistischen Namen des Ordinierten beinhaltet und seine/ihre Verpflichtung zur Einhaltung der Fünf Gebote bestätigt.

In Südkorea beinhaltet das Ritual, das Sugye (수계) genannt wird, die formale Zufluchtnahme zu den drei Juwelen des Buddhismus: dem Buddha, dem Dharma und der Sangha, sowie die Annahme der fünf Gebote. Während des Rituals wird der Eingeweihte mit einem brennenden Räucherstäbchen berührt. Dies soll ein dauerhaftes Zeichen hinterlassen, das den Eingeweihten an sein Versprechen erinnert, die fünf Gelübde einzuhalten. Während (oder direkt nach) der Zeremonie wird dem Eingeweihten ein buddhistischer Name gegeben.

## Vereinigte Staaten
In den Vereinigten Staaten basiert der vorherrschende Ritus des Empfangs der Gebote auf den japanischen Zen-Traditionen. Laut Seager ist Jukai ein formeller Aufnahmeritus in die buddhistische Gemeinschaft (Sangha). Zu diesem Zeitpunkt erhält ein Schüler einen Dharma-Namen. Er oder sie verpflichtet sich auch zu den Gelübden, die in den verschiedenen Sanghas etwas unterschiedlich interpretiert werden.
In der Diamond Sangha wird Jukai „gemeinsam praktiziert“, obwohl einige Mitglieder sich nie der Zeremonie unterziehen, weil sie einer anderen Religion angehören, die solche Einweihungen verbietet. Daher würden einige sagen, dass sie per Definition nicht buddhistisch sind.
Im Rochester Zen Center und den angeschlossenen Zentren beinhaltet die Jukai-Zeremonie das Ablegen der gleichen Gelübde wie in der Soto- und White-Plum-Tradition; die Interpretation und Übersetzung der Gelübde kann jedoch von Schule zu Schule oder von Linie zu Linie variieren.
Die White Plum Asanga folgt dem gleichen Ritual wie die japanische Soto-Schule.

### Referenzen
- William M. Bodiford: Sōtō Zen in Medieval Japan. University of Hawaii Press, 1993, ISBN 0-8248-1482-7 (englisch, archive.org).
- Thubten Chodron: Blossoms of the Dharma: Living as a Buddhist Nun. North Atlantic Books, 2000, ISBN 1-55643-325-5 (englisch, worldcat.org).
- Tony Hellmann: Buddhist Rites of Religious Initiation. In: Jumping the Asymptote. 30. Oktober 2009, abgerufen am 13. November 2009 (englisch).
- Lewis Hodus: Buddhism and Buddhists in China. The MacMillan Company, New York 1924, OCLC 1081492 (englisch).
- Fenton Johnson: Keeping Faith: A Skeptic's Journey. Houghton Mifflin, 2003, ISBN 0-618-00442-4 (englisch, worldcat.org).
- Haicheng Ling: Buddhism in China. Chinese Intercontinental Press, 2004, ISBN 7-5085-0535-2 (englisch).
- Phillip Olson: The Discipline of Freedom: A Kantian View of the Role of Moral Precepts in Zen Practice. State University of New York Press, 1993, ISBN 0-7914-1115-X (englisch, worldcat.org).
- Richard Hughes Seager: Buddhism In America. Columbia University Press, 1999, ISBN 0-231-10868-0 (englisch).
- Michelle Spuler: Developments in Australian Buddhism: Facets of the Diamond. Routledge, 2003, ISBN 0-7007-1582-7 (englisch).

### Weiterführende Literatur
- John Daido Loori: The Heart of Being: Moral and Ethical Teachings of Zen Buddhism. Charles E. Tuttle, 1996, ISBN 0-585-06814-3 (englisch).